# Piotr Czaadajew

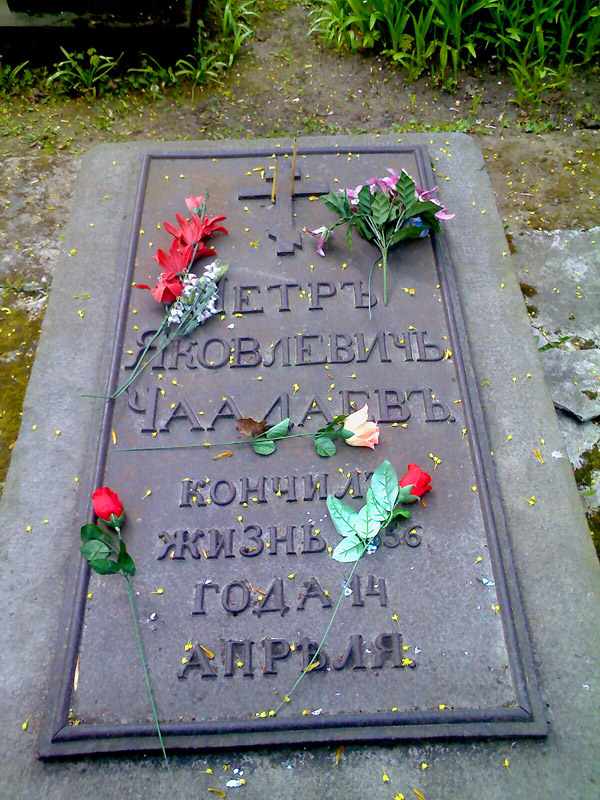
Grób Czaadajewa na cmentarzu Dońskim w Moskwie

Piotr Jakowlewicz Czaadajew, ros. Пётр Яковлевич Чаадаев (ur. 27 maja?/7 czerwca 1794 w Moskwie, zm. 14 kwietnia?/26 kwietnia 1856 tamże) – rosyjski filozof i publicysta.
Piotr Czaadajew i jego poglądy filozoficzne wywarły wielki wpływ na rozwój rosyjskiej myśli społecznej. Głoszący swe idee u zarania podziału myślicieli rosyjskich XIX w. na okcydentalistów i słowianofilów, często uznawany jest za pierwszego rosyjskiego okcydentalistę lub ich prekursora.

## Życiorys
Swoje rodowe korzenie wywodził z arystokracji (jego dziadkiem z linii matki był ks. Michaił Szczerbatow). Otrzymał doskonałe domowe wykształcenie. W latach 1808–1811 studiował na Uniwersytecie Moskiewskim, gdzie przyjaźnił się z Aleksandrem Gribojedowem i Nikołajem Turgieniewem. Nie ukończył uczelni i wstąpił do armii. Brał udział w wojnach napoleońskich – kampanii rosyjskiej roku 1812 oraz tzw. wyprawach zagranicznych armii rosyjskiej lat 1813–1814. W 1820 został przeniesiony do rezerwy z powodu jawnie głoszonych sympatii wobec rebelii Siemionowskiego Pułku Gwardii. W latach 1823–1826 przybywał za granicą, dlatego nie brał udziału w buncie dekabrystów w 1825, chociaż od 1821 należał do ich tajnego stowarzyszenia Związek Dobra Powszechnego (według niektórych badaczy tylko z nim sympatyzował). Podczas pobytu za granicą Czaadajew spotykał się z Friedrichem Schellingiem (z którym później przez lata korespondował) i de Lamennaisem. Od młodości aż do samej śmierci był bliskim przyjacielem Aleksandra Puszkina i wywarł wielki wpływ na kształtowanie się poety jako myśliciela. Zmarł w Moskwie, przybity wydarzeniami wojny krymskiej, w której Rosja wystąpiła przeciwko Zachodowi. W latach 1815–1821 był członkiem loży masońskiej Zjednoczeni przyjaciele.

## Myśl
Czaadajew był prawdopodobnie jednym z najlepiej wykształconych filozoficznie ludzi w historii Rosji. Cenił poglądy antycznych myślicieli, zwłaszcza Platona i Epikura, dobrze znał prace Kartezjusza i Spinozy, Kanta i Fichtego. Jednakże największe znaczenia zawsze miała dla niego filozofia chrześcijańska. Cała jego myśl opierała się na chrześcijańskiej doktrynie religijnej, którą gruntownie poznał podczas swojego pobytu w Europie Zachodniej. Jego poglądy inspirowane były w znacznym stopniu ideami niemieckich romantyków (głównie myślą Schellinga i Baadera), a główny ich kościec stanowił francuski tradycjonalizm. Jego filozofia miała charakter holistyczny i programowo była przeciwstawna indywidualizmowi i analitycznemu racjonalizmowi Oświecenia. Czaadajew definiował powszechne prawo istnienia i rozwoju ludzkości jako oddziaływanie Boga, Opatrzności. Klucz do osiągania określonego poziomu rozwoju cywilizacyjnego społeczeństw i doskonalenia się narodów widział w chrześcijaństwie, gdyż tylko ono kieruje się interesami myśli i duszy. Najdoskonalszą postacią chrześcijaństwa był dla niego katolicyzm. W papiestwie widział symbol minionej i przyszłej jedności świata zachodniego – dzięki niemu Europa była kiedyś wielkim narodem chrześcijańskim i dzięki niemu może stać się takim w przyszłości.
Poglądy Czaadajewa były i zdarza się, że są traktowane jako antypatriotyczne. Jednak, jak sam powiadał, wolał biczować swoją ojczyznę i poniżać ją niż oszukiwać. Do roku 1825 Czaadajew związany był z dekabrystami, podzielając ich antyfeudalne idee. Również po rozgromieniu dekabrystów pozostał wierny ich ideałom politycznym.

### Historiozofia
Historiozofia Czaadajewa była poszukiwaniem Boga w dziejach, próbą ponownej sakralizacji zeświecczonej przez Oświecenie historii. Uważał, że wyższa siła jaką reprezentuje sobą Bóg jest w istocie tożsama z historią – gdzie ona nie działa, tam nie ma historii, lecz tylko chaos wydarzeń. Od czasów Chrystusa esencją historii jest według Czaadajewa rozwój chrześcijaństwa, zwłaszcza jego najdoskonalszej formy – katolicyzmu. Finałem historii ludzkości będzie „Królestwo Boże” na Ziemi, które filozof widział w zespoleniu dusz i sił moralnych świata w jedną duszę, w jedną siłę.

### Człowiek a Bóg
Według Czaadajewa ponad wszystkim jest Bóg. Swobodna inicjatywa jednostek nie ma niemal żadnego znaczenia. Działanie ludzi podporządkowane jest wyższej, ponadindywidualnej sile; wybrane jednostki stanowią co najwyżej świadome jej narzędzia. Prawdziwa wielkość jednostki polega na świadomej realizacji planu bożego na Ziemi. Indywidualistycznie pojęta wolność nie jest naturalnym dążeniem człowieka, przeciwnie, człowiek dąży do podporządkowania się, ponieważ naturalny porządek rzeczy oparty jest na zależności. Rozum człowieka indywidualnego, to rozum człowieka izolowanego; dążenie do autonomii takiego rozumu to grzech pierworodny. Są według niego dwie siły istotne w życiu człowieka. Jedna z nich – „niedoskonała” znajduje się w jego wnętrzu, a druga – „doskonała” poza nim. Od mocy doskonałej człowiek otrzymuje idee dobra, obowiązku, cnoty i prawa.

### Naród
Narzędziami przemyślanego dzieła bożego na Ziemi (historii) są nie tylko wybrane jednostki, ale przede wszystkim narody, rozwijające się poprzez dążenie ku powszechności, ogółowi. Izolacjonizm i separatyzm narodów to największe zagrożenia dla życia społeczeństw. Narody izolowane, zamknięte w przesądach narodowych, nie mogą być narodami historycznymi. W koncepcji tej szczególnie negatywnie Czaadajew widział swoją ojczyznę – Rosję. Jednak po roku 1830 zmienił zdanie i uznał, że zadaniem Rosji jest rozwiązanie ludzkiej zagadki.

## Listy filozoficzne
W latach 1829–1831 Czaadajew napisał w języku francuskim swój najsłynniejszy traktat filozoficzny, który zatytułował Listy filozoficzne. Miał on formę ośmiu listów adresowanych do pewnej damy. W pierwszym z nich filozof wysławiał Europę Zachodnią, jej idee sprawiedliwości, porządku i prawa, uznając w tym główna zasługę wpływu Kościoła katolickiego. Jednocześnie w stosunku do samej Rosji Czaadajew był nastawiony skrajnie sceptycznie. Uważał, że nie należy ona ani do Zachodu ani do Wschodu i w gruncie rzeczy nie reprezentuje sobą żadnej tradycji. Niczego światu nie dała, ani nic się od świata nie nauczyła. Nikt by jej nie zauważył, gdyby nie jej terytorialna wielkość. Sama Rosja istnieje tylko po to, aby być przestrogą dla przyszłych pokoleń. Przyczynę cywilizacyjnego ubóstwa Rosji upatrywał we wtórności wschodniego chrześcijaństwa wobec Rzymu i rosyjskim partykularyzmie oraz izolacjonizmie.
List ten (datowany na 1 grudnia 1829) został opublikowany bez podpisu w 1836 w czasopiśmie „Tielieskop”. Publikacja wywołała skandal pośród elit ówczesnego społeczeństwa rosyjskiego i oburzenie cara Mikołaja I (1825–1855). Cenzor, który zezwolił na publikację został usunięty ze stanowiska. Z nakazu cara Czaadajew został uznany za szaleńca, pismo zostało zamknięte, a jego naczelny redaktor, Nikołaj Nadieżdin – skazany na zesłanie. Sam Czaadajew został uznany za niepoczytalnego i umieszczony w areszcie domowym, w którym poddany został przymusowemu leczeniu. Zakazano jakichkolwiek jego publikacji i z nim związanych. List został opublikowany po raz drugi dopiero w 1906 roku. Inne pozostałe listy (poza VI) zostały opublikowane dopiero w 1935 już w ZSRR.
Negatywny stosunek do Rosji zawarty w jego pierwszym Liście Czaadajew złagodził w napisanych w późniejszych latach listach do swoich przyjaciół – Aleksandra Puszkina i Aleksandra Turgieniewa oraz w 1837 w Apologii wariata. Uznał, że cywilizacyjne opóźnienie Rosji wobec Europy Zachodniej, a nawet jej despotyzm stwarzają dogodne warunki dla przyspieszonego rozwoju i zdystansowania przez Rosję innych narodów. Badacze nie są pewni, czy na złagodzenie jego stanowiska bardziej wpływ miał areszt i przymusowe leczenie czy też rozczarowanie filozofa rewolucją 1830 roku we Francji i jej następstwami.

## Pisma
- Piotr Czaadajew, Apologia obłąkanego, tłum. J. Dobieszewski, [w:] Wokół słowianofilstwa. Almanach myśli rosyjskiej, pod. red. J. Dobieszewskiego, Warszawa 1988.
- Piotr Czaadajew, Listy, przeł. M. Leśniewska i L. Suchanek, Kraków 1992.
- Piotr Czaadajew, Fragmenty filozoficzne, przeł. i oprac. M. Kisiel, Katowice 2022.